# Mycoblastaceae
Mycoblastaceae är en familj av lavar. Mycoblastaceae ingår i ordningen Lecanorales, klassen Lecanoromycetes, divisionen sporsäcksvampar och riket svampar.
|                | Sarrameanaceae                                             |
|                |                                                            |
|                | Hymeneliaceae                                              |
|                |                                                            |
|                | Brigantiaeaceae                                            |
|                |                                                            |
|                | Arctomiaceae                                               |
|                |                                                            |
|                | Stereocaulaceae                                            |
|                |                                                            |
|                | Sphaerophoraceae                                           |
|                |                                                            |
|                | Scoliciosporaceae                                          |
|                |                                                            |
|                | Ramalinaceae                                               |
|                |                                                            |
|                | Psoraceae                                                  |
|                |                                                            |
|                | Pilocarpaceae                                              |
|                |                                                            |
|                | Parmeliaceae                                               |
|                |                                                            |
| Mycoblastaceae | \| \| Mycoblastus \| \| \| \| \| \| Tephromela \| \| \| \| |
|                | \| \| Mycoblastus \| \| \| \| \| \| Tephromela \| \| \| \| |
|                | Miltideaceae                                               |
|                |                                                            |
|                | Megalariaceae                                              |
|                |                                                            |
|                | Lecanoraceae                                               |
|                |                                                            |
|                | Haematommataceae                                           |
|                |                                                            |
|                | Gypsoplacaceae                                             |
|                |                                                            |
|                | Cladoniaceae                                               |
|                |                                                            |
|                | Catillariaceae                                             |
|                |                                                            |
|                | Biatorellaceae                                             |
|                |                                                            |
|                | Ectolechiaceae                                             |
|                |                                                            |
|                | Dactylosporaceae                                           |
|                |                                                            |
|                | Crocyniaceae                                               |
|                |                                                            |
|                | Calycidiaceae                                              |
|                |                                                            |
|                | Tephromelataceae                                           |
|                |                                                            |
|                | Aphanopsidaceae                                            |
|                |                                                            |
|                | Myochroidea                                                |
|                |                                                            |
|                | Strangospora                                               |
|                |                                                            |
|                | Mycoblastus                                                |
|                |                                                            |
|                | Tephromela                                                 |
|                |                                                            |

|  | Mycoblastus |
|  |             |
|  | Tephromela  |
|  |             |

## Källor

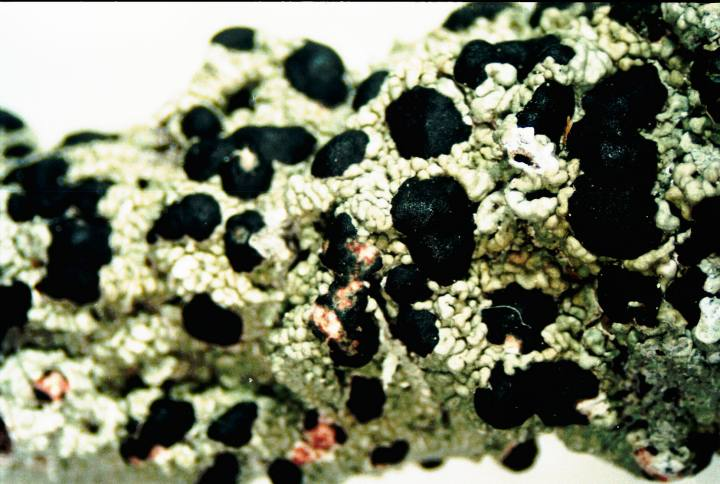
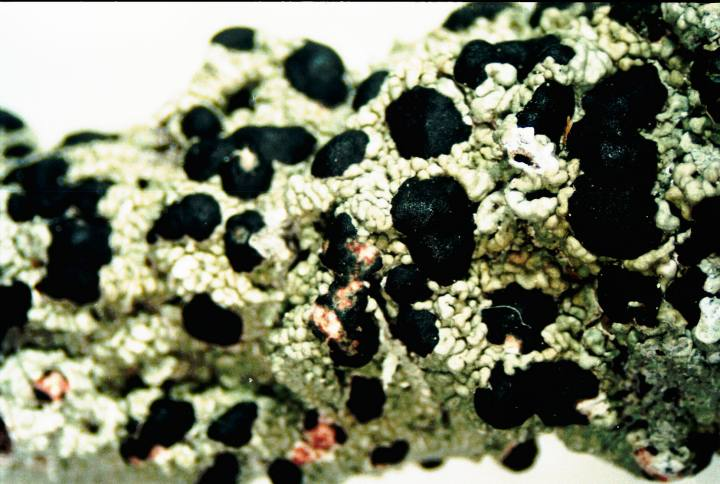
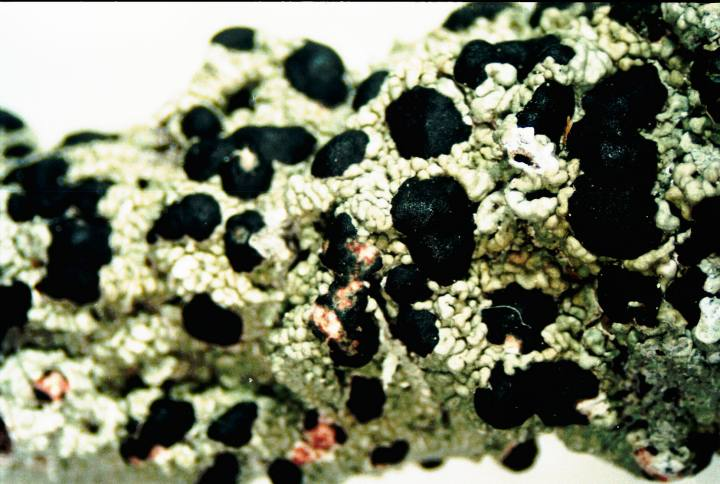
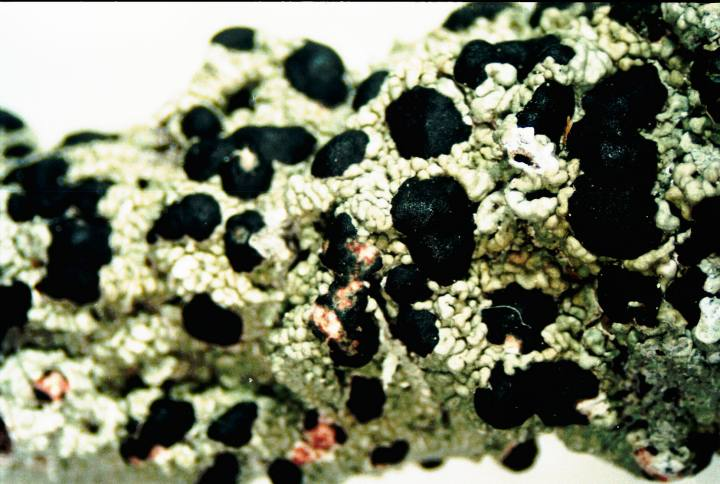
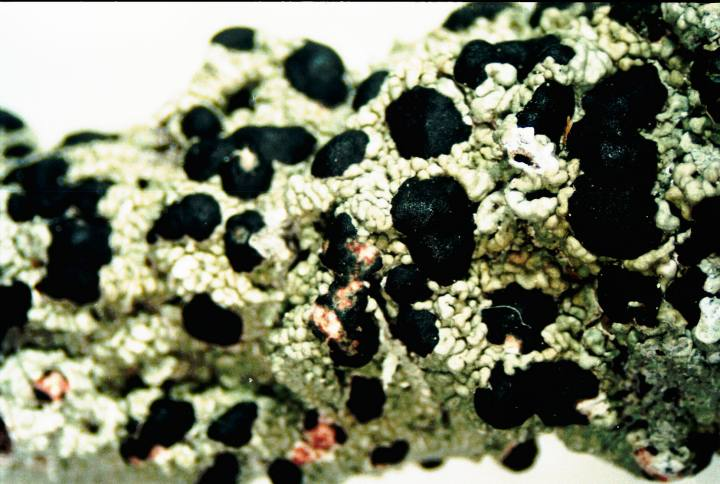
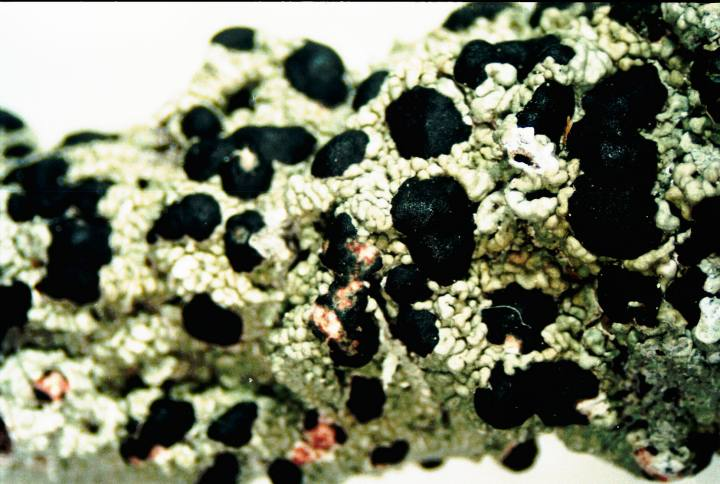
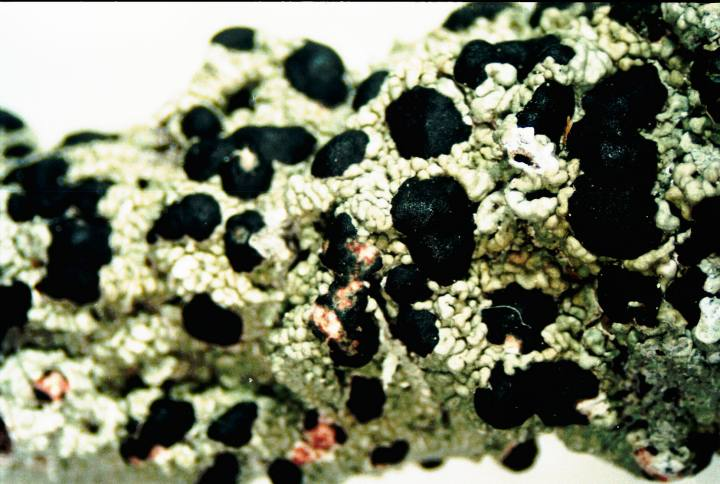
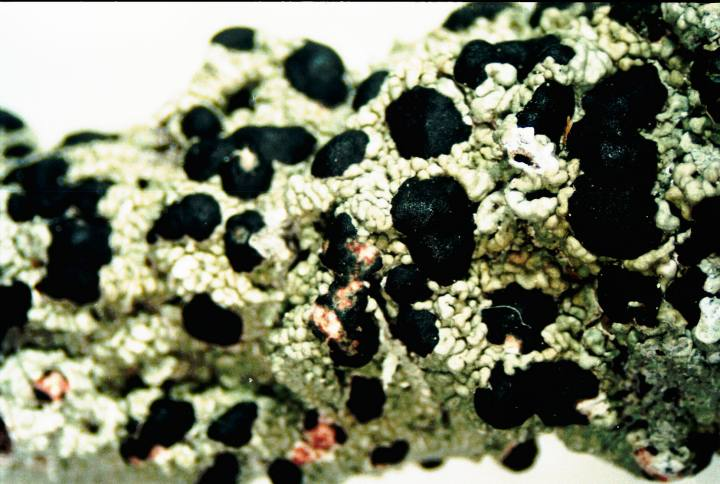